# Die Liebe einer Königin
Die Liebe einer Königin ist ein deutsches Historien-Stummfilmdrama aus dem Jahre 1923 von Ludwig Wolff mit Henny Porten und Harry Liedtke in den Hauptrollen.

## Handlung
Die junge englische Prinzessin Caroline Mathilde wird im Jahre 1766 15-jährig nach Kopenhagen an den dänischen Königshof entsandt, um die Gemahlin des als labil, um nicht zu sagen wahnsinnig, geltenden Königs Christian VII. zu werden. Während sich der Monarch ausgiebig seinen Ausschweifungen hingibt, liegt die Durchführung der Staatsgeschäfte von Mal zu Mal mehr in den Händen des deutschen Arztes Struensee, der zugleich der königliche Leibarzt ist. Der ehrgeizige und führungsstarke Hallenser Mediziner sowie die sich in Kopenhagen einsam fühlende, jugendliche Monarchin verlieben sich rasch ineinander, was bald den Hofschranzen und königlichen Beratern, denen die zunehmende Machtfülle und Einflussnahme Struensees von jeher ein Dorn im Auge war, zu Ohren kommt. 
Rasch erkennen Struensees Widersacher, dass sich durch die anbahnende Affäre des Deutschen mit ihrer Königin eine perfekte Möglichkeit ergibt, den ungeliebten Ausländer elegant und vor allem für immer loszuwerden. Der aber ist im Volk beliebt, denn der Arzt stößt mehrere entscheidende Reformen an und macht Dänemark unter seiner Schattenherrschaft zu einem der modernsten Staaten jener Jahre. Die Struensee-Neider haben jedoch mit der Königin-Witwe eine mächtige Verbündete auf ihrer Seite. Zielgerichtet lancieren Struensees und Caroline Mathildes Gegner das Gerücht von einer Affäre der beiden, bis auch der König Wind davon bekommt. Er lässt die Königin und seinen Hofarzt daraufhin festsetzen und vorerst in einen Pavillon einsperren. 
Struensee weiß diese Situation zu nutzen und setzt all seinen verbliebenen Einfluss beim König dafür ein, dass dieser ihn zu seinem Minister ernennt, um die Reformpläne durchzusetzen. Damit hat er nun die Hofkamarilla endgültig gegen sich aufgebracht. König Christian erliegt schließlich deren Einflüsterungen und lässt die beiden Ehebrecher verhaften. Die Königin kann ihrer Arretierung entfliehen und dringt zu ihrem Gemahl vor, den sie dazu überredet, dass anstehende Todesurteil gegen Dr. Struensee abzuwenden und dessen Begnadigung auszusprechen. Dann aber packt den König von einer auf die nächste Sekunde erneut der Wahn, und die Begnadigungsurkunde wird zur Makulatur. Königin Caroline Mathilde muss mit ansehen, wie ihr Geliebter enthauptet wird. Sie selbst wird ins Exil verbannt und entgeht damit der eigenen Hinrichtung. 

## Produktionsnotizen
Die Liebe einer Königin entstand Anfang 1923, passierte die Zensur am 17. Mai desselben Jahres und wurde am 14. September 1923 in Berlins Marmorhaus uraufgeführt. Der Film, der in Österreich ab dem 27. September desselben Jahres unter den Titeln Struensee bzw. Der Mann des Volkes lief, besaß eine Länge von 2849 Metern.
Heinrich Beisenherz und Fritz Seyffert gestalteten die Filmbauten. Seyffert, Jahrgang 1882, beendete damit seine zehnjährige Tätigkeit als Filmarchitekt, die ihn in einer künstlerischen Hoch-Zeit in den letzten beiden Vorkriegsjahren 1913/14 regelmäßig mit der dänischen Stummfilmdiva Asta Nielsen zusammengeführt hatte.

## Wissenswertes und historischer Hintergrund
Dieser beliebte Filmstoff, der auf einer wahren Begebenheit am dänischen Königshof der frühen 1770er Jahre beruht, wurde 1934/35 in England von Victor Saville unter dem Titel The Dictator (dt. Titel: Struensee – Mein Herz der Königin) und 1956 in Deutschland als Herrscher ohne Krone mit O. W. Fischer, Odile Versois und Horst Buchholz umgesetzt.

## Kritiken
In Wiens Der Filmbote heißt es: „Der Schluß ist sehr packend und spannend, das Spiel der Porten und Liedtkes ausgezeichnet.“
Das Kino-Journal befand: „Eine ergreifende Hoftragödie, deren edelstes Opfer eine opferfreudige Frau, ein heldenhafter Mann wurden. Es ist ergreifend und belehrend zugleich, dieses Kapitel der Historie im Bilde an sich vorüberziehen zu lassen und ein lang nachwirkender Eindruck wird zurückbleiben .“
Die Neue Freie Presse schrieb: „Es war ein glücklicher Griff, diesen Stoff zu verfilmen. Bei Sujets, wo das Ende so bekannt ist, besteht freilich immer die Gefahr, daß sich die richtige dramatische Spannung nicht recht einstellen will. Es sei daher als hoher Vorzug vermerkt, daß in diesem Film die Spannung nicht nur nicht nachläßt, sondern sich bis zum letzten Augenblick immer mehr und schier bis zur Unerträglichkeit steigert. Die Regie hat es ausgezeichnet verstanden, jene denkwürdige Vergangenheit wunderbar lebendig werden zu lassen. Die Photographie ist sehr sorgfältig und ohne Härte. Vor allem aber ist es die Darstellung, die diesem Film besondere Anziehungskraft verleiht.“